# Naeem Akhtar
Naeem Akhtar (Abbottabad, 8 juni 1961) is een hockeyer uit Pakistan. 
Akhtar won met de Pakistaanse ploeg de gouden medaille tijdens de Olympische Spelen 1984 in het Amerikaanse Los Angeles. 
Vier jaar later tijdens de Olympische Spelen 1988 in Seoel eindigde het Pakistaanse elftal als vijfde.

## Erelijst
- 1984 –  Olympische Spelen in Los Angeles
- 1988 – 5e Olympische Spelen in Seoel